# Philipp Bozzini
Philipp Bozzini (ur. 25 maja 1773 w Moguncji, zm. 4 kwietnia 1809) – niemiecki lekarz.
Od 1794 mieszkał w Jenie, gdzie studiował pod kierunkiem Gottfrieda Grunera, w 1806 wrócił do Mainzu, gdzie uzyskał stopień doktora i pracował jako lekarz. Był pionierem endoskopii. W 1807, posługując się skonstruowanym przez siebie wziernikiem, próbował obejrzeć wnętrze pęcherza moczowego poprzez cewkę moczową, jednak z powodu słabego oświetlenia (które stanowiła świeczka woskowa) zdołał obejrzeć jedynie przednią część cewki.